# Igor Dzialuk
Igor Ryszard Dzialuk (ur. 7 października 1961 w Cieplicach Śląskich-Zdroju, obecnie część Jeleniej Góry) – polski prokurator, pracownik naukowy i urzędnik państwowy, w latach 2009–2012 podsekretarz stanu w Ministerstwie Sprawiedliwości.

## Życiorys
W 1985 ukończył studia na Wydziale Prawa i Administracji Uniwersytetu Warszawskiego. Od 1984 do 1991 był pracownikiem naukowym (asystentem i starszym asystentem) Instytutu Badania Prawa Sądowego (od 1990 po przekształceniu Instytutu Wymiaru Sprawiedliwości). W latach 1987–1990 odbywał aplikację sądową w Warszawie.
Od 1991 do 1993 był sekretarzem Zespołu w Radzie Legislacyjnej przy Prezesie Rady Ministrów. Następnie rozpoczął pracę jako prokurator. W latach 1993–1995 był asesorem i prokuratorem Prokuratury Rejonowej Warszawa-Żoliborz. W 1995 przeszedł do Prokuratury Wojewódzkiej (później Okręgowej) w Warszawie, w latach 1996–2007 został delegowany do Ministerstwa Sprawiedliwości. W resorcie sprawował kolejno stanowiska głównego specjalisty, naczelnika wydziału i wicedyrektora departamentu. Od 1999 do 2001 uczestniczył w negocjacjach w sprawie przystąpienia Polski do Unii Europejskiej, odpowiadając za obszary prawa spółek, spraw wewnętrznych oraz wymiaru sprawiedliwości. W latach 2004–2005 był prokuratorem Prokuratury Apelacyjnej w Warszawie, w 2005 przeszedł do Prokuratury Krajowej. W 2008 został w niej pełniącym funkcję dyrektora Biura Prezydialnego. Został później prokuratorem Prokuratury Krajowej w stanie spoczynku. Członek Komisji Kodyfikacyjnej Prawa Karnego w kadencji 2013–2017 i 2013–2017.
9 marca 2009 powołany na stanowisko podsekretarza stanu w Ministerstwie Sprawiedliwości. Odwołany z funkcji 3 lutego 2012. Pozostał następnie pracownikiem MS.
W 2005 „za zasługi w prowadzeniu negocjacji akcesyjnych Polski z Unią Europejską” został odznaczony Srebrnym Krzyżem Zasługi.

## Życie prywatne
Jego żona pracuje naukowo w Instytucie Nauk Prawnych Polskiej Akademii Nauk, ma dwoje dzieci.